# Veľké Pole
Veľké Pole es un municipio del distrito de Žarnovica en la región de Banská Bystrica, Eslovaquia, con una población estimada a final del año 2024 de 417 habitantes.
Se encuentra ubicado al noroeste de la región, en el valle del río Hron —un afluente izquierdo del Danubio— y cerca de la frontera con las regiones de Nitra y Trenčín.

## Demografía
| Año        | 1994 | 2004    | 2014     | 2024    |
| ---------- | ---- | ------- | -------- | ------- |
| Población  | 476  | 467     | 385      | 417     |
| Diferencia |      | −1,89 % | −17,55 % | +8,31 % |

| Año        | 2023 | 2024    |
| ---------- | ---- | ------- |
| Población  | 425  | 417     |
| Diferencia |      | −1,88 % |